# Q-Q plot
Il Q-Q Plot è la rappresentazione grafica dei quantili di una distribuzione. Confronta la distribuzione cumulata della variabile osservata con la distribuzione cumulata della normale. Se la variabile osservata presenta una distribuzione normale, i punti di questa distribuzione congiunta si addensano sulla diagonale che va dal basso verso l'alto e da sinistra verso destra.
Per plotting position si intende l'assegnazione di una famiglia di distribuzioni di frequenze ad un set di dati per andare a determinare una funzione di frequenza cumulata. Risulta essere l'operazione di plotting position una stima del valore teorico di F(xi).
Se si è in possesso di un set di dati con diversi valori, è evidente che per andarli a porre in un diagramma delle frequenze cumulate, e quindi per poter valutare il loro comportamento, si dovrà assegnare una frequenza relativa ad ognuno di questi dati. L'azione che ci permette di assegnare una frequenza relativa al set di dati è, per l'appunto, la plotting position.
Esistono vari tipi di distribuzioni che effettuano plotting position. La più classica plotting position è quella data da:
{\displaystyle F={\frac {i}{N}}}
ove N è il numero di dati, e i un fattore che va da 1 ad N. È evidente che questo tipo di plotting position assegna frequenza cumulata pari ad 1 all'n-esimo valore del set di dati. Questo può non essere corretto, soprattutto quando con l'analisi si intende valutare un valore estremo (teoria dei valori estremi). Si procederà quindi ad utilizzare tutta una famiglia di distribuzioni, generate da una formulazione del tipo:
{\displaystyle F={\frac {i-\alpha }{N+1-2\alpha }}}
con α coefficiente che può variare tra 0 ed 1. Due le distribuzioni notevoli più utilizzate, quella di Weibull con α=0:
{\displaystyle F={\frac {i}{N+1}}}
e quella di Hazen, con α=0,5:
{\displaystyle F={\frac {i-0,5}{N}}}
La prima, quella di Weibull, è una distribution free, ossia è caratterizzata da un'indipendenza dalla distribuzione, mentre quella di Hazen fa parte, con molte altre, della classe delle distribution dependent.